# سیارک ۱۴۹۰۲
سیارک ۱۴۹۰۲ (به انگلیسی: 14902 Miyairi، نامگذاری:1993BE2) چهارده هزار و نهصد و دومین سیارک کشف شده‌است که در ۱۷ ژانویه ۱۹۹۳ کشف شد.
قدر مطلق سیارک برابر ۱۲٫۰۰ است.